# 瓦尔费内拉
瓦尔费内拉（義大利語：Valfenera），是意大利阿斯蒂省的一个市镇。总面积22.23平方公里，人口2505人，人口密度112.7人/平方公里（2009年）。ISTAT代码为005112。